# Кума (насеље)
Кума (грч.  — Куми, или , или  — Кума; дргрч.  — Куме, или , или  — Кума; лат. Cumae; итал. Cuma) је древно грчко насеље северозападно од Напуља у италијанској Кампанији. Кума је била прва грчка колонија на италијанском копну (Велика Грчка), вероватно најпознатија као седиште Куманске сибиле.
Данашња насеље Кума-Фусаро подопштина општине Баколи.

## Рана историја
Верује се да је насеље основано у 8. веку п. н. е. од стране Грка који су изворно дошли из Куме и Халкиса на Еубеји под вођством колонизатора Хипокла.
Грци су се населили на подручју које су пре њих насељавали домороци с културом гвоздено доба; сећање на њих је очувано у називу Кимеријци, који су наводно већ раније имали пророчанску традицију. Име им је дошло од грчке речи kymé, што значи талас - вероватно као референца на велике таласе код полуострва Κyme на Еубеји. Колонија је такође важна као место с кога се на Апенинско полуострво ширио кумански алфабет, а кога ће у својој варијанти прихватити Римљани.
Кума је настала као потколонија раније колоније на острву Исхија, Питхекоуссаи, коју су основали колонисти из еубејског града Кума и Халкис.
Колонија је брзо напредовала. До 8. века п. н. е. је била довољно снажна да, по Паузанији, пошаље Перијера на Сицилију где је основан град Занкле, и још једну групу која је основала град Тритеју у Ахаји. Утицај јој је ширио у 7. и 6. веку п. н. е., када су под власт стављени Путеоли и Мисенум.
Ширење утицаја куманских Грка је натерало домородачка племена да се удруже, при чему су се истицали Дауни и Аурунци под вођством капуанских Етрураца. Тај савез је 524. п. н. е. поразила куманска војска под вођством Аристодема, званог Малак, који је захваљујући популарности међу народом срушио аристократију и постао тиранин, али је касније убијен. Тарквиније Охоли, последњи легендарни краљ Рима, је након установљења Римске републике живео код Аристодема у егзилу.
Године 474. п. н. е. куманска флота је заједно са својим савезницима из Сиракузе поразила Етрурце у бици код Куме. Године 470. п. н. е. Кума је основала нову колонију под именом Неаполис. Упркос тако чувеној историји, најстарији спомен тих догађаја долази од Тукидида у другој половини 5. века п. н. е.

## Осканска и римска Кума
Грчки период Куме је завршио године 421. п. н. е. када су Осканци успели срушити зидове, освојити град и опустошити околину. Неки од преживелих су побегли у Напуљ. Кума је касније заједно с Капуом дошла под римску власт и 338. п. н. е. добила делимично грађанство. У Другом пунском ратом, Кума се успешно одупрла Ханибаловој опсади под вођством Тиберија Семпронија Граха.
Под римском влашћу Кума је постала „мирна Кума“ те таквом остала све до катастрофалних готских ратова, када је често нападана, иако је уз Неаполис била једини утврђени град у Кампанији: Велизар ју је освојио 536. године, Тотила ју је држао, а када ју је коначно освојио Нарзес, у њој је пронашао целокупну ризницу Гота. Године 1207. град је уништен као уточиште бандита под вођством краља Сицилије.